# 1925 dans les parcs de loisirs
| Années des parcs de loisirs : 1922 - 1923 - 1924 - 1925 - 1926 - 1927 - 1928    |
| Décennies des parcs de loisirs : 1890 - 1900 - 1910 - 1920 - 1930 - 1940 - 1950 |

## Parcs d'attractions

### Ouverture
- Barry's Amusements (en) ( Royaume-Uni)
- Belmont Park (San Diego) ( États-Unis) Ouvert au public le 4 juillet 1925.
- Excelsior Amusement Park (en) ( États-Unis)
- Lake Winnepesaukah (en) ( États-Unis)

### Fermeture
- Electric Park (en) à Kansas City ( États-Unis)

## Attractions

### Montagnes russes
| Nom                  | Type/Modèle | Constructeur               | Parc                   | Pays        |
| -------------------- | ----------- | -------------------------- | ---------------------- | ----------- |
| Big Dipper           | Bois        | John A. Miller             | Geauga Lake            | États-Unis  |
| Giant Dipper         | Bois        | D. H. Morgan Manufacturing | Belmont Park           | États-Unis  |
| Limit                | Bois        |                            | Steeplechase Park      | États-Unis  |
| Mountain Caterpillar | Bois        |                            | Pleasureland Southport | Royaume-Uni |
| Thunderbolt          | Bois        | John A. Miller             | Coney Island           | États-Unis  |

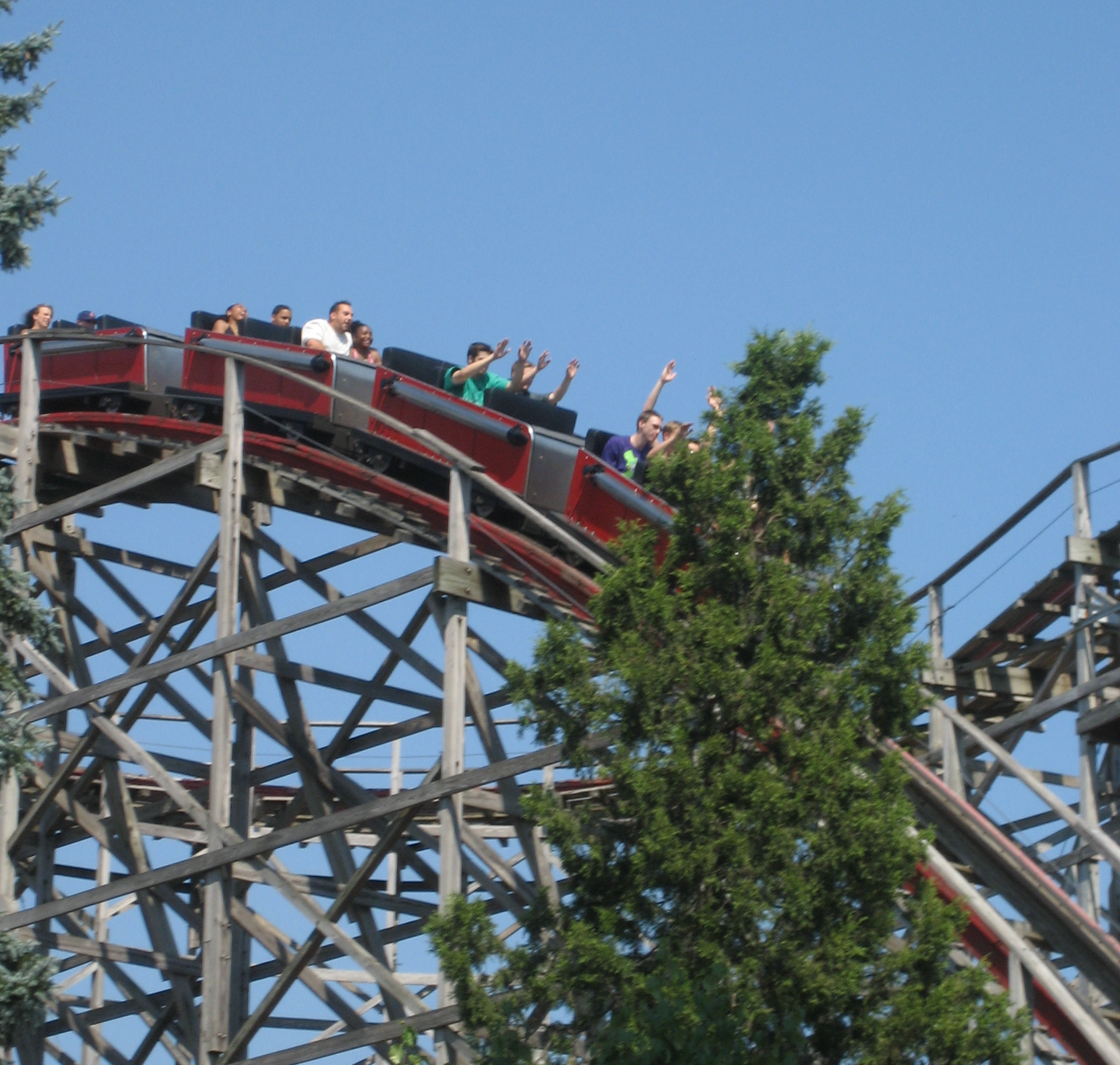
Big Dipper à Geauga Lake
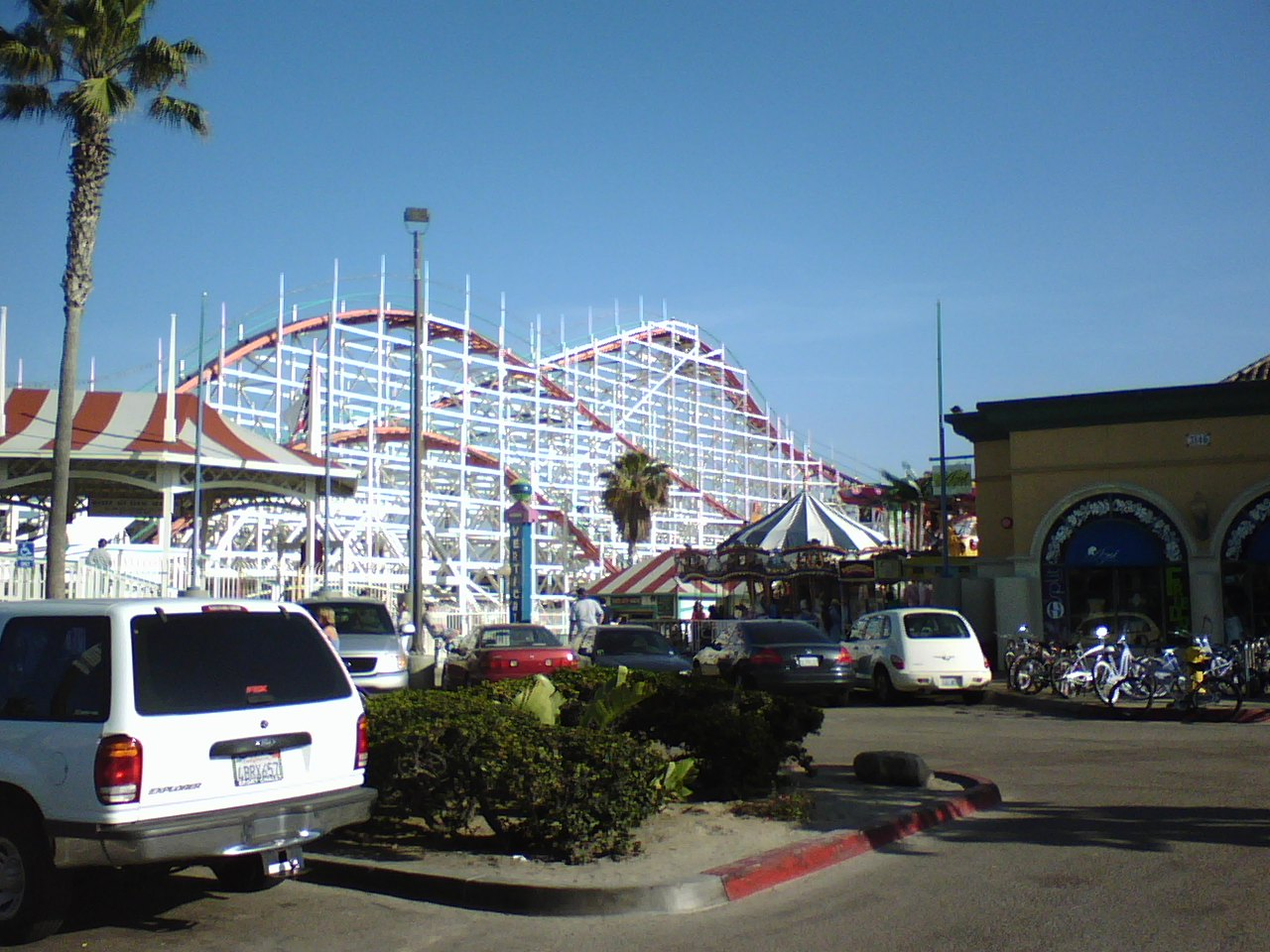
Giant Dipper à Belmont Park
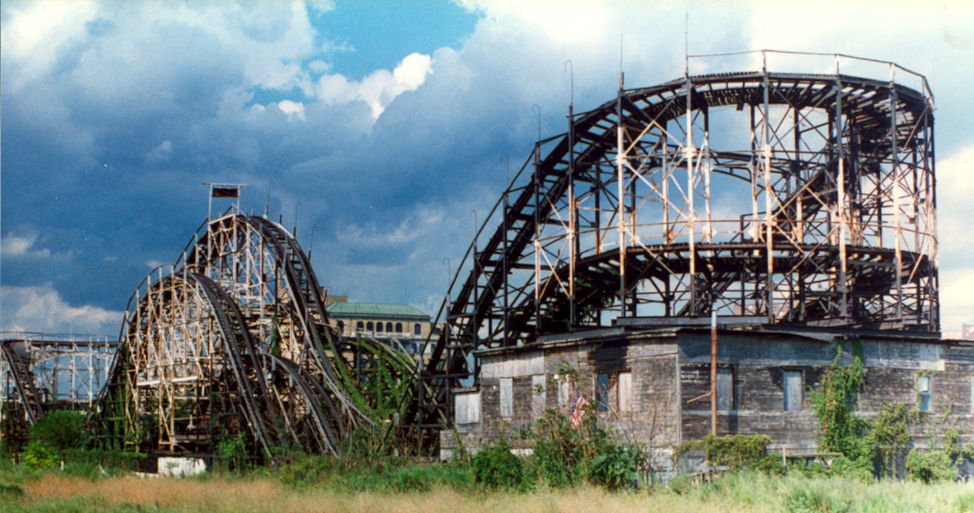
Thunderbolt à Coney Island

### Autres attractions
| Nom        | Type/Modèle    | Constructeur                  | Parc           | Pays       |
| ---------- | -------------- | ----------------------------- | -------------- | ---------- |
| Caroussel  | Carrousel      | Philadelphia Toboggan Company | Elitch Gardens | États-Unis |
| Noah's Ark | Palais du rire | Concourse Amusement Company   | Cedar Point    | États-Unis |

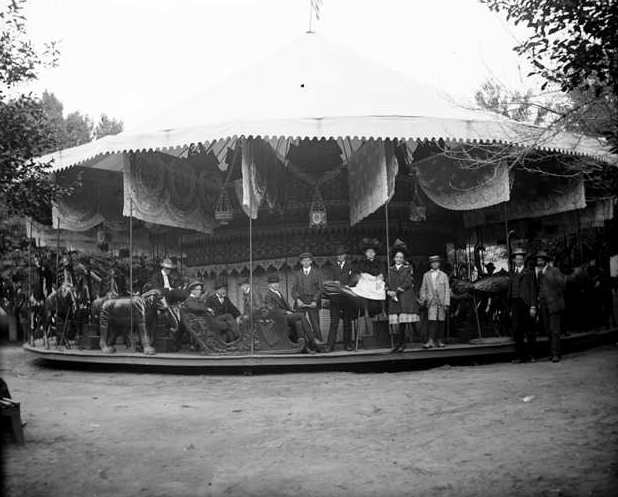
Caroussel d'Elitch Gardens